# توندلونا
توندلونا (به اسپانیایی: Tondeluna) یک منطقهٔ مسکونی در اسپانیا است که در لاریوخا واقع شده‌است. توندلونا ۲ نفر جمعیت دارد.